# دانیل بمباردیری
دانیل بمباردیری (انگلیسی: Daniel Bombardieri؛ زادهٔ ۱۲ مهٔ ۱۹۸۵) بازیکن فوتبال اهل ایتالیا است.
از باشگاه‌هایی که در آن بازی کرده‌است می‌توان به باشگاه فوتبال یو. اس. پرگولیتزه اشاره کرد.